# Otto Altenkirch

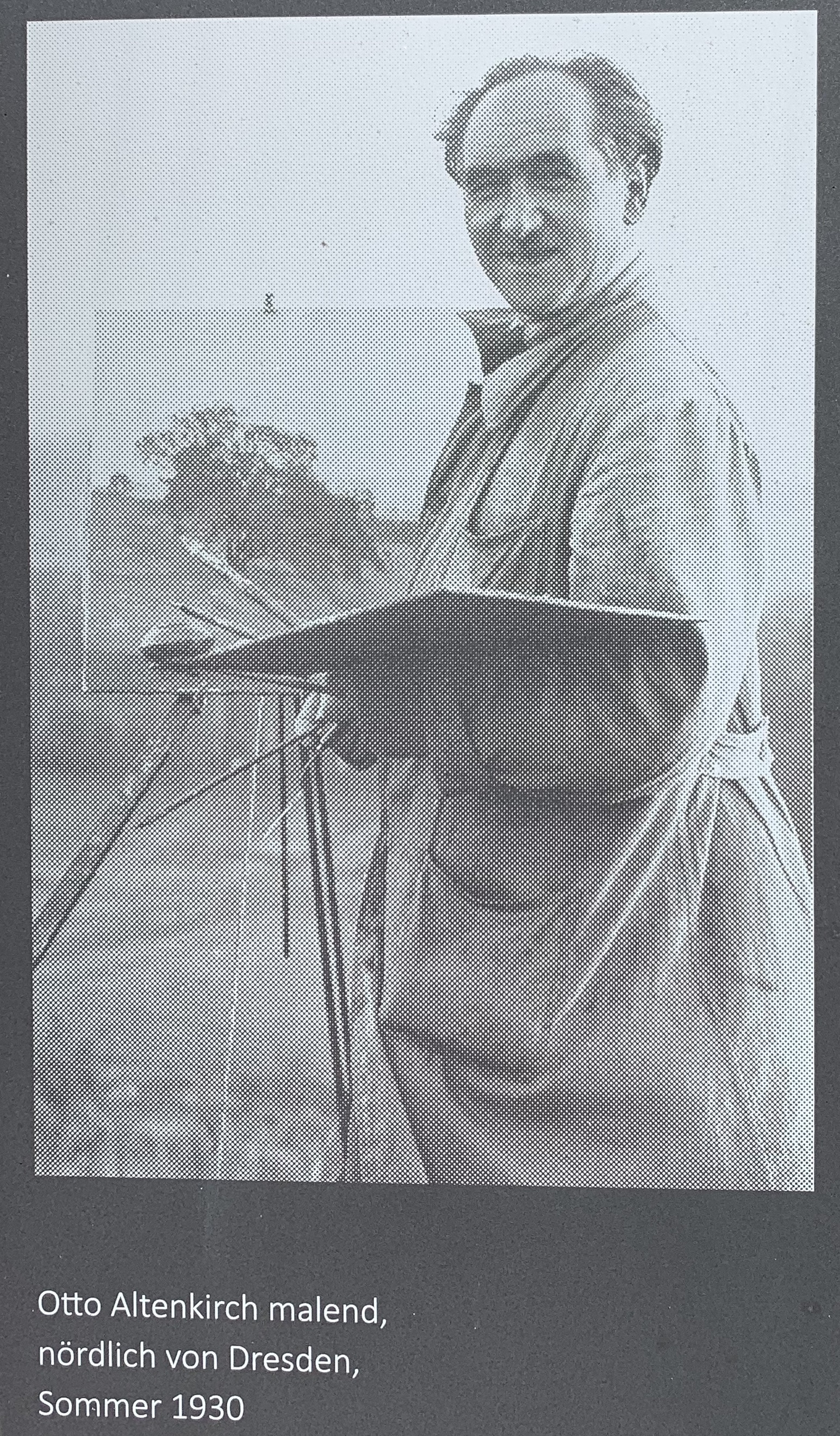
Otto Altenkirch

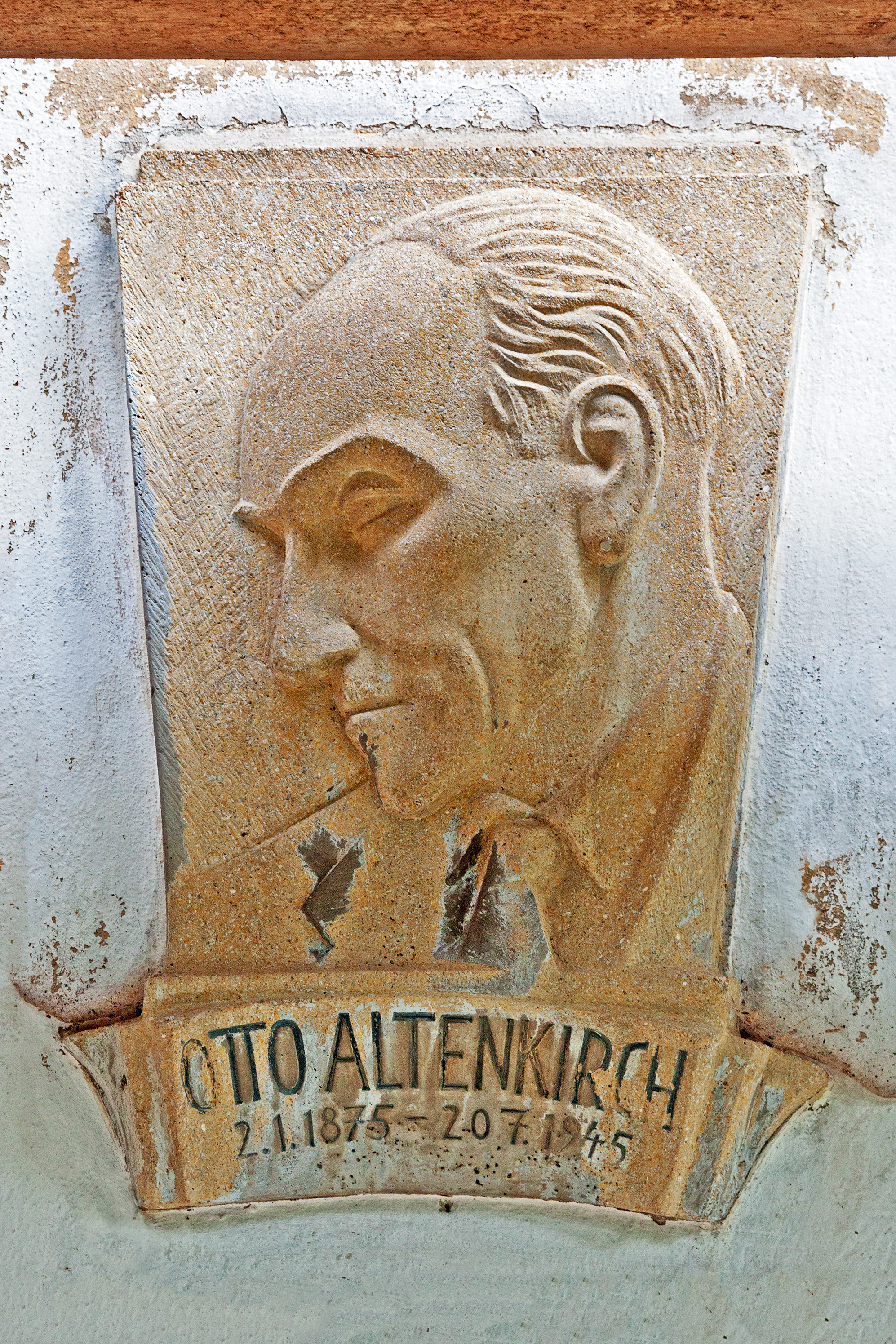
Gedenktafel in Siebenlehn

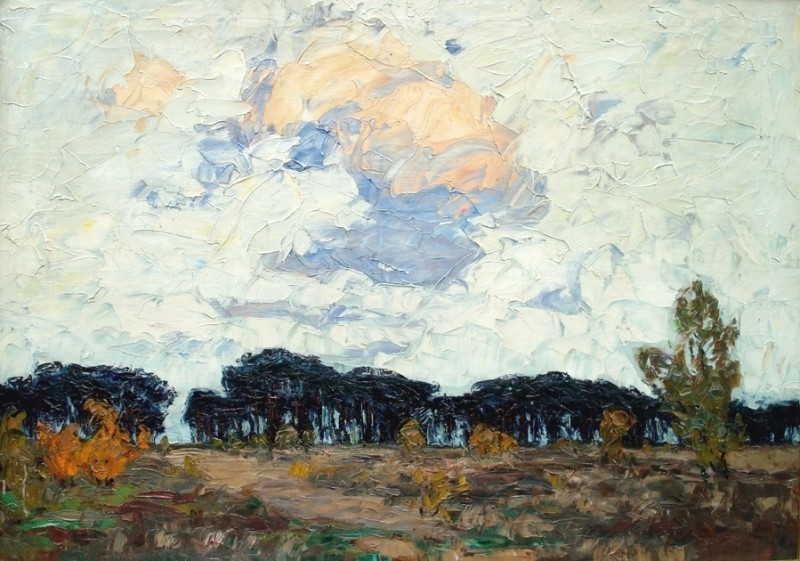
Otto Altenkirch: Heideland, auf dem Dresdner Heller

Otto Altenkirch (* 2. Januar 1875 in Ziesar, Landkreis Jerichow I, Provinz Sachsen, Preußen; † 20. Juli 1945 in Siebenlehn, Landkreis Meißen, Sachsen) war ein deutscher Maler und Bühnenbildner. Er ist einer der Hauptvertreter der spätimpressionistischen Landschaftsmalerei in Sachsen.

## Leben

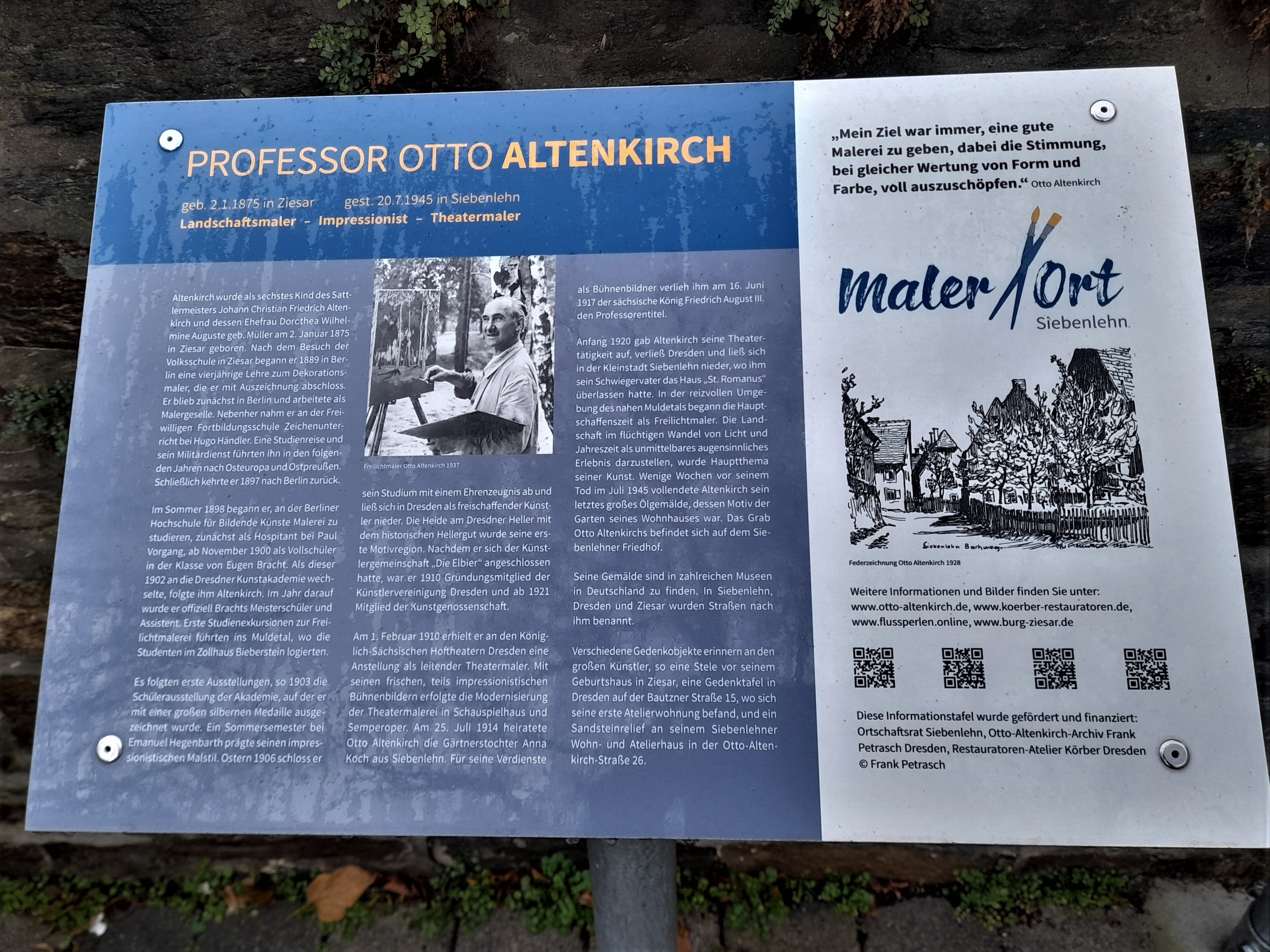
Malerort Siebenlehn, Gedenktafel Otto Altenkirch

Altenkirch wurde als sechstes Kind des Sattlermeisters Johann Christian Friedrich Altenkirch und dessen Ehefrau Dorothea Wilhelmine Auguste geb. Müller geboren und wuchs in einfachen Verhältnissen auf. Nach dem Besuch der Volksschule in Ziesar begann er 1889 in Berlin eine vierjährige Lehre zum Dekorationsmaler, die er mit Auszeichnung abschloss. Er blieb zunächst in Berlin und arbeitete als Malergeselle. Nebenher nahm er an der Freiwilligen Fortbildungsschule Zeichenunterricht bei Hugo Händler. Eine Studienreise und sein Militärdienst führten ihn in den folgenden Jahren nach Osteuropa und Ostpreußen. Schließlich kehrte er 1897 nach Berlin zurück.
Im Sommer 1898 begann er an der Hochschule für Bildende Künste Malerei zu studieren, zunächst als Hospitant bei Paul Vorgang, ab November 1900 als Vollschüler in der Klasse von Eugen Bracht. Als dieser 1902 an die Dresdner Kunstakademie ging, folgte ihm Altenkirch. Im Jahr darauf wurde er offiziell Brachts Assistent.
Es folgten erste Ausstellungen, so 1903 die Schülerausstellung der Akademie, auf der er mit einer großen silbernen Medaille ausgezeichnet wurde, und 1904 eine Gemeinschaftsausstellung mit Richardt Anschütz und Otto Heinrich Engel im Kunstsalon Emil Richter. Ostern 1906 schloss er sein Studium mit Auszeichnung ab und ließ sich in Dresden als freischaffender Künstler nieder. Nachdem er sich anfangs der Künstlergemeinschaft Die Elbier angeschlossen hatte, war er 1910 Gründungsmitglied der Künstlervereinigung Dresden.
Am 1. Februar 1910 erhielt er an den Königlich-Sächsischen Hoftheatern eine Anstellung als leitender Hoftheatermaler. Zu seinen Schöpfungen gehörten u. a. die Bühnenbilder für die Dresdner Erstaufführung von Richard Wagners Parsifal und für die Aufführung des Rings des Nibelungen aus Anlass des 100. Geburtstages Wagners 1913. In einem künstlerischen Wettbewerb hatte sich Altenkirch mit seinen impressionistischen Landschaftsdarstellungen, die sich deutlich von Wagners detailliert-naturalistischen Beschreibungen abhoben, zuvor gegen namhafte Mitbewerber wie Max Klinger und Lovis Corinth durchgesetzt. Für seine Verdienste als Bühnenbildner verlieh ihm am 16. Juni 1917 der sächsische König Friedrich August III. den Professorentitel.
Altenkirch nahm am Ersten Weltkrieg teil. 1916 war auf der „Zweiten Ausstellung Dresdner Künstler die im Heeresdienst stehen“ in der Dresdner Galerie Ernst Arnold vertreten. Anfang 1920 gab Altenkirch seine berufliche Tätigkeit auf, verließ Dresden und ließ sich als Maler in der Kleinstadt Siebenlehn nieder, wo ihm sein Schwiegervater ein Haus überlassen hatte. In dieser Umgebung begann die Hauptschaffenszeit als Maler. Einige seiner Motivgruppen malte er über Jahre immer wieder und setzte sie in den Kontext der Jahreszeiten. Die Reinsberger Lindenallee war über zwei Jahrzehnte lang ein Motiv, mit dem er sich wiederholt intensiv auseinandersetzte und von dem er Bildserien anfertigte. 
In der Zeit des Nationalsozialismus war Altenkirch obligatorisch Mitglied der Reichskammer der bildenden Künste und u. a. 1941 und 1943 auf der Großen Deutschen Kunstausstellung in München und 1940 auf der Ausstellung des Dresdner Künstlerbunds „Erste Ausstellung Kriegsjahr 1940“ in Dresden vertreten.
Wenige Wochen vor seinem Tod im Juli 1945 vollendete Altenkirch sein letztes großes Ölgemälde, dessen Motiv der Garten seines Siebenlehner Landgasthauses St. Romanus ist. Er wurde auf dem Friedhof der Kirche Siebenlehn bestattet.
1948 wurden in Radebeul in der Ausstellung Dresdner Impressionisten Bilder Altenkirchs gezeigt.

## Werke (Auswahl)
- Heideweg (Tafelbild, Öl, 1913; im Bestand der Dresdener Galerie Neue Meister)[3]
- Bauerngarten Heller (Tafelbild, Öl, 1923; im Bestand des Heimatmuseums Nossen)[4]
- Winterlandschaft (Tafelbild, Öl, 1929)[5]
- Am Augustusweg bei Dresden (Tafelbild, Öl; ausgestellt 1941 auf der Großen Deutschen Kunstausstellung)[6]
- Dorfgarten in Siebenlehn (Tafelbild, Öl; ausgestellt 1943 auf der Großen Deutschen Kunstausstellung)[7]